# WFIL
WFIL es el nombre de una radioemisora, y también el ex nombre de una televisora, que sirve a los habitantes de Filadelfia, Pensilvania. Su transmisor se encuentra en Lafayette Hill, Pensilvania.
Ubicada en el 560 del dial AM, WFIL está inmediatamente adyacente a la WMCA de Nueva York (570 AM), y las dos emisoras tienen historias muy similares: ambas estaban entre las 40 estaciones más escuchadas en la década de 1960, y ambas tienen actualmente un formato religioso, esencialmente católico. WFIL y WMCA son estaciones de 5 kW de potencia, y ambas mantienen líneas telefónicas de ayuda, siendo las primeras radioemisoras en los Estados Unidos en realizar eso.

## Historia

### Orígenes
WFIL fue creada tras la fusión de dos radioemisoras que habían sido fundadas en 1922. Una de ellas usaba la sigla WFI, la otra tenía como sigla WDAR. Cada una de ellas eran propiedad de tiendas departamentales de Philadelphia; WFI era operada por Strawbridge and Clothier, mientras que WDAR era propiedad de Lit Brothers. Cerca de 1924, WDAR adquirió la sigla WLIT. A fines de la década de 1920, las dos estaciones trabajaban en conjunto en varios programas, promociones, y patrocinios. En 1935, los 2 operadores acordaron fusionarse donde cada tienda departamental tuviera representación en el consejo directivo. La nueva sigla se convirtió en WFIL, una combinación de las 2 siglas anteriores.
La nueva WFIL estuvo afiliada con la NBC. En 1947, WFIL fue comprada por Triangle Publications, Inc. de Walter Annenberg que también adquirió el periódico The Philadelphia Inquirer. Las estaciones hermanas de WFIL durante la tutela de Triangle Publications eran WFIL-FM y WFIL-TV en Filadelfia, WNHC AM-FM-TV en New Haven, KFRE AM-FM-TV en Fresno, California, WFBG AM-FM-TV en Altoona, Pensilvania, WNBF AM-FM-TV en Binghamton, Nueva York, y WLYH-TV en Lancaster/Lebanon, Pensilvania.
Triangle Publications vendió WFIL AM-FM-TV a Capital Cities Broadcasting (Capital Cities Communications) en 1971 con las radioestaciones a diversas empresas, WFIL a LIN Broadcasting y WFIL-FM a Richer Communications la cual cambió su sigla a WIOQ. WFIL-TV cambió su sigla a WPVI-TV.

### Nacimiento de 2 estrellas
Los primeros estudios de WFIL estaban en el edificio Widener en el centro de Philadelphia. Bajo la tutela de Triangle Publications las emisoras se trasladaron a sus nuevas dependencias en la esquina de 46th y Market Street en West Philadelphia adyacente a la Arena, las primeras dependencias de televisoras destinadas exclusivamente para tal fin.
Fue en ese lugar donde Triangle comenzó a transmitir el programa Bandstand (posteriormente llamado American Bandstand), primero con Bob Horn, luego con Dick Clark como conductor. Clark comenzó en la radio WFIL como disc jockey en 1952, tras llegar desde Utica, Nueva York. Él continuó conduciendo el programa de televisión por 31 años, los últimos 30 como un show de carácter nacional emitido por la ABC. Clark trasladó el programa a Hollywood en 1964.
Poco después de que Clark emergiera en la escena nacional, se transformó en la mayor figura del rock and roll, ya que a través de "Bandstand" sirvió de plataforma a la fama de las grandes estrellas de la época.

### Buscando nuevo hogar
En febrero de 1964, Triangle se trasladó las estaciones WFIL a un nuevo centro de transmisión en la esquina de City Line con Monument Avenues en Philadelphia, mientras WPVI continuaba sus transmisiones.
Comenzando el 18 de septiembre de 1966, WFIL inició la transmisión del "Top 40 Rock and Roll".
El formato evolucionó hacia un estilo adulto contemporáneo en 1977. Al mismo tiempo, los estudios de WFIL se reubicaron en Domino Lane en la sección Roxborough de Filadelfia; se cambiaron al edificio de la estación FM WUSL, el cual había adquirido LIN Broadcasting a fines de 1976. La creciente competencia entre estaciones FM en este período generó graves daños a los niveles de audiencia de WFIL. En septiembre de 1981 se probó con música country, pero esto no dio resultados. La estación cambió su estilo, transformándose en una estación de "viejos temas" en agosto de 1983, tocando los éxitos musicales desde 1955 a 1973. El formato funcionó hasta noviembre de 1987, cuando WCAU-FM y WIOQ también adoptaron aquel formato. 
WEAZ Inc. compró WFIL en 1987, y luego fue vendida nuevamente en 4 millones de dólares en octubre de 1993 a Salem Communications, y el 1 de noviembre de 1993 la estación fue rebautizada como WPHY, con un formato religioso enfocado en la conversación cristiana y enseñanza religiosa.
La enseñanza cristiana y el formato de conversación todavía se usa actualmente. Cuando una estación de televisión en Carolina del Sur que había estado usando la sigla WFIL salió del aire, Salem inmediatamente adquirió nuevamente la sigla, convirtiéndose nuevamente la radio en WFIL el 6 de septiembre de 1994.
Hoy en día, WFIL es copropietaria local con la WNTP de Salem Communications (990 AM).